# Bennett Masinga
Bennett Masinga (Klerksdorp, 13 de enero de 1965 - Stilfontein, 14 de noviembre de 2013) fue un jugador de fútbol profesional sudafricano que jugaba en la demarcación de delantero.

## Biografía
Bennett Masinga debutó como futbolista profesional con el Mamelodi Sundowns FC a los 22 años de edad en 1987. Ganó con el club la National Soccer League en tres ocasiones. Además fue el máximo goleador de la competición en 1990. Tras un paso de tres años en el Bush Bucks FC, fichó por el Manning Rangers. También jugó para el Santos FC y para el Hellenic FC antes de volver al Bush Bucks FC. Finalmente fue traspasado al Bloemfontein Celtic FC, club en el que se retiró como futbolista.
Bennett Masinga falleció el 14 de noviembre de 2013 en Stilfontein a los 48 años de edad.

## Selección nacional
Bennett Masinga jugó un total de cinco partidos para la selección de fútbol de Sudáfrica, haciendo su debut en 1992 contra Camerún. Su último partido internacional fue en 1993 contra Mauricio.

## Clubes
| Club                   | País      | Año         | Partidos | Goles |
| ---------------------- | --------- | ----------- | -------- | ----- |
| Mamelodi Sundowns FC   | Sudáfrica | 1987 - 1995 | ¿?       | ¿?    |
| Bush Bucks FC          | Sudáfrica | 1995 - 1998 | 9        | 2     |
| Manning Rangers        | Sudáfrica | 1998 - 1999 | 17       | 2     |
| Santos FC              | Sudáfrica | 1999 - 2000 | 20       | 3     |
| Hellenic FC (cedido)   | Sudáfrica | 2000        | ¿?       | ¿?    |
| Bush Bucks FC          | Sudáfrica | 2000 - 2002 | 25       | 3     |
| Bloemfontein Celtic FC | Sudáfrica | 2002 - 2003 | ¿?       | ¿?    |

## Palmarés
Mamelodi Sundowns FC
- National Soccer League (3): 1988, 1990 y 1993